# Rock and Roll All Nite
«Rock and Roll All Nite» es una canción del grupo de hard rock estadounidense Kiss, de su álbum Dressed to Kill. Es una de las canciones icono de la banda, siendo elegida en numerosas listas como una de las mejores canciones del rock de todos los tiempos. Es usada comúnmente por la banda para cerrar sus conciertos en vivo desde 1975. Está en el puesto 16 en la clasificación realizada por la cadena de televisión VH1.
Además, es, junto con Hit Me With Your Best Shot las canciones que en más juegos de Guitar Hero han salido, siendo estos: Guitar Hero III: Legends of Rock, Guitar Hero: On Tour y Guitar Hero: Smash Hits.
La banda de Hard rock, Poison, hizo una versión de esta canción que se utilizó para la banda sonora de la película "Less Than Zero" en 1987.